# Зубко Юрій Григорович
Ю́рій Григо́рович Зубко́ (нар. 5 квітня 1962, с. Сенькове, Куп'янський район, Харківська область) — перший заступник голови Української спілки ветеранів Афганістану (з 1990), народний депутат України 5-го скликання.

## Життєпис
Народився 5 квітня 1962 року (с. Сенькове, Куп'янський район, Харківська область); українець; батько Григорій Андрійович — агроном, пенсіонер; мати Ніна Андріївна — учитель, пенсіонерка; дружина Ірина Юріївна — учитель СШ № 1; син Георгій і дочка Олександра.
Освіта: Харківський державний педагогічний інститут (1983), учитель фізвиховання; Національна академія внутрішніх справ (1998), юрист.
Вересень 2007 — кандидат в народні депутати України від СПУ, № 25 в списку. На час виборів: народний депутат України, член СПУ.
Народний депутат України 5-го скликання з квітня 2006 до листопада 2007, № 36 в списку. На час виборів: перший заступник голови Державного комітету України у справах ветеранів, член СПУ. Член фракції СПУ (з вересня 2006). Член Комітету з питань бюджету (з листопада 2006).
- Після закінчення інституту працював в Куп'янську.
- 1983–1985 — служба в армії, Афганістан.
- З 1985 — працював на Балаклавському судноремонтному заводі, м. Севастополь.
- З 1986 — завідувач відділу, секретар Севастопольського міськкому ЛКСМУ; заступник завідувача відділу військово-патріотичної підготовки ЦК ЛКСМУ.
- З 1990 — перший заступник голови Української спілки ветеранів Афганістану.
- 1992–1997 — перший заступник голови Комітету ветеранів війни в Афганістані та військових конфліктів в інших країнах при Президентові України.
- Червень 1997 — лютий 2000 — перший заступник голови Комітету у справах ветеранів війни та воєнних конфліктів в іноземних державах при Кабінеті Міністрів України.
- Лютий 2000 — січень 2006 — перший заступник голови Державного комітету України у справах ветеранів.

Грудень 1992 — лютий 1995 — заступник голови з організаційної роботи, лютий 1995 — червень 1997 — голова, червень 1997–2005 — перший заступник голови Української партії справедливості (УПС-СВІЧА), був членом Політради СПУ.
Член Політичної ради при Президентові України (лютий 1997 — вересень 1998).
Володіє англійською мовою.
Захоплення: спорт, література.

## Нагороди та відзнаки
- Орден «За особисту мужність» (1988);
- медаль «За відвагу» (1985);
- 2 медалі;
- Почесні Грамоти Президій ВР СРСР і УРСР;
- Орден «За заслуги» III ступеня (серпень 1999);
- Заслужений юрист України (лютий 2004).